# Amblyseius daliensis
Amblyseius daliensis är en spindeldjursart som beskrevs av Liang och Ke 1984. Amblyseius daliensis ingår i släktet Amblyseius och familjen Phytoseiidae. Inga underarter finns listade i Catalogue of Life.